# Square Jean-Baptiste Degreef
Le square Jean-Baptiste Degreef est une place bruxelloise de la commune d'Auderghem. Situé sur la chaussée de Wavre, elle s'appelle populairement place Saint-Julien. La numérotation des habitations va de 2 à 12.

## Historique et description
La place qui fut tracée au carrefour de la chaussée de Wavre avec l'ancien Houtweg prit sa dénomination le 3 janvier 1913.
Ce quartier allait accueillir de nouvelles voies publiques débouchant sur le square, telles 
- la rue des Paysagistes et
- l'avenue de l'Église Saint-Julien.

La plupart de ces voies se trouvaient sur les propriétés de la famille Plissart (Nestor Plissart: bourgmestre d'Etterbeek de 1900 à 1907).
Jadis, outre de petites pelouses, le square présentait sur son côté sud un jardinet bordé par un grillage bas. Cela disparut  lorsqu'il fallut faire place à l'automobile.

### Origine du nom
Le square porte le nom de Jean-Baptiste Degreef|un de ses artistes peintres les plus réputés.